# Ramburiella turcomana
Ramburiella turcomana är en insektsart som först beskrevs av Fischer von Waldheim 1846.  Ramburiella turcomana ingår i släktet Ramburiella och familjen gräshoppor. Inga underarter finns listade i Catalogue of Life.